# Трёгстад
Трёгстад (норв. Trøgstad) — коммуна в губернии Эстфолл в Норвегии. Административный центр коммуны — город Шёнхёуг. Официальный язык коммуны — букмол. Население коммуны на 2007 год составляло 5039 чел. Площадь коммуны Трёгстад — 204,49 км², код-идентификатор — 0122.

## История населения коммуны
Население коммуны за последние 60 лет.

Статистика коммуны Трёгстад